# Harvey & The Moon
Harvey & The Moon est un groupe de rock alternatif français, apparu sur la scène musicale depuis l'automne 2008. Le quatuor est actuellement composé de Naveed (auteur/compositeur/chant/guitares/claviers) Hant'A (chant/percussions/flûte), Basstien (basse) et Don Montana (batteries/percussions). 

## La genèse
Le projet nait de l'imagination de Naveed, déjà musicien solo ayant précédemment sorti un album sous le label Plasticine Music. Un concept innovant germe dans son esprit : composer des chansons rock qui, mises bout à bout, raconteraient une histoire. On considère alors que chaque morceau devient un chapitre, chaque album devient un tome. Il commence dès lors à bâtir les premières compositions du groupe sur le récit de la jeune Mila Bensley, réfugiée politique ayant fui son pays pour trouver une vie meilleure en Europe Occidentale, et qui, par des rencontres infortunées, va peu à peu sombrer dans un destin tragique. Le tout à  l'époque du XIXe siècle, qui voit les débuts de l'industrialisation. Les compositions, majoritairement écrites en anglais, sont donc teintées d'une certaine noirceur, de par les paroles faisant parler les différents protagonistes.
Naveed rassemble  ses comparses par le biais d'Internet et en glanant auprès de ses connaissances et du bouche à oreilles. Le groupe verra se succéder plusieurs musiciens, batteurs et bassistes, avant de retenir définitivement Don Montana, Basstien, ainsi que de deux "extras" : Sebass pour des guitares de soutien, et Gaëlle, en tant que chanteuse additionnelle et choriste.
Le groupe enregistre leur premier album "Some Collected Stories" entre février et juin 2009. Le premier single, "The Actor and The Thief" sortira sur toutes les plateformes
de téléchargement légal le 13 novembre 2009, par le biais du distributeur numérique Believe Digital. L'album complet fera son apparition le 10 février 2010.
Le groupe se produit régulièrement sur scène depuis janvier 2010, dans des salles parisiennes,sa banlieue et dans le Nord de la France, avant de se projeter de plus en plus hors des frontières (Belgique, Allemagne).

## Musique et art graphique
Le projet va rapidement prendre une tournure esthétique. Chaque personnage va être l'objet d'une recherche graphique pour que chaque auditeur puisse suivre l'histoire en ayant en tête ce à quoi pourrait ressembler les personnages. L'univers graphique prend une tournure empruntée à Tim Burton (Sweeney Todd, Sleepy Hollow) et joue sur les anachronismes, notamment en incluant une influence résolument steampunk. Ainsi, certains personnages seront affublés de bras mécaniques, par exemple, ou utiliseront des moyens de locomotion parfois futuristes ou farfelus.

## Collaborations musicales
Le single "The Actor and the Thief" a fait l'objet d'un remix par le groupe électro People Theatre (Section 44-USA)

## Discographie
Single :
- The Actor and the Thief (novembre 2009)

Album : 
- Some Collected Stories (février 2010)

## Diffusion radio
Le groupe verra certaines de ses chansons diffusées sur des webradios françaises, telles que Rock'One par exemple, mais également sur les radios étrangères, notamment en Grèce et aux États-Unis, par le biais de la plateforme Francophonie Diffusion, qui a pour vocation de promouvoir les artistes français à travers le monde.